# Karavan (ort)
Karavan (ryska: Караван) är en ort i Kirgizistan.   Den ligger i oblastet Batken, i den sydvästra delen av landet, 400 km sydväst om huvudstaden Bisjkek. Karavan ligger 1 013 meter över havet och antalet invånare är 1 100.
Terrängen runt Karavan är kuperad åt nordost, men åt sydväst är den platt. Runt Karavan är det ganska tätbefolkat, med 67 invånare per kvadratkilometer. Närmaste större samhälle är Kyzyl-Kija, 6,5 km sydväst om Karavan. Trakten runt Karavan består i huvudsak av gräsmarker.